# Carlos Osoro Sierra
Carlos Osoro Sierra (16. svibnja 1945.) španjolski je prelat Katoličke Crkve koji je bio nadbiskup Madrida od 2014. do 2023. godine. Biskup je od 1997., a kardinal od 2016. godine.
Papa Franjo najavio je da će Osoro Sierra uzdići u rang kardinala 19. studenoga 2016., gdje je imenovan kardinalom-svećenikom crkve Santa Maria in Trastevere.